# Evguéni Schmurlo
Evguéni Frantsevitch Schmurlo (en russe : Евге́ний Фра́нцевич Шмурло) (1854-1934) est un scientifique et historien russe. Il  a longtemps été professeur aux universités de Tartu et Saint-Pétersbourg, membre-correspondant de l'Académie des sciences de Russie en Italie et président de la Société impériale historique de Russie.

## Biographie
Evguéni Franstevitch Schmurlo est né le 29 décembre 1853 (11 janvier 1854 selon le calendrier grégorien) à Tcheliabinsk, dans une famille de petite noblesse d'origine polonaise et lituanienne.

### Formation et carrière en Russie
En 1874, Schmurlo entre à la Faculté de sciences juridiques de Saint-Pétersbourg, avant de rejoindre la faculté de Lettres et d'Histoire. Après l'obtention de son diplôme, il suit les recommandations de l'historien Bestoujev-Rioumine et de prépare à devenir professeur à l'université, en même temps qu'il enseigne l'histoire au Cours supérieur pour femmes au lycée de Saint-Pétersbourg. En 1888, sous la direction de Bestoujev-Rioumine, il soutient sa thèse (Le Métropolite Evguéni comme scientifique) et est nommé maître de conférences à l'université de Saint-Pétersbourg. En 1889, il fonde la Société Historique de l'Université de Saint-Pétersbourg, avec Nikolaï Kareïev, Georg August Forsten, Sergueï Platonov et d'autres historiens.
Il participe aux travaux du VIIIe Congrès archéologique de Moscou en 1890.
En travaillant dans les archives du Vatican (ouvertes aux chercheurs en 1881), il prépare en 1891 la publication d'une traduction en russe du récit de Giovanni Tetaldi sur la Russie à l'époque d'Ivan le Terrible. 
De 1891 à 1903, Schmurlo occupe la chaire d'Histoire de la Russie à l'Université de Iouriev (aujourd'hui Tartu, en Estonie) occupée auparavant par Aleksandr Brickner.
En décembre 1892, il met au jour dans les archives de l'Université de Padoue des éléments sur les études Pierre Postnikov (premier savant russe à être diplômé d'une université occidentale au XVIIe siècle) à l'Université de cette ville. Ces documents lui serviront de base, avec d'autres éléments découverts en Russie, à son livre consacré à Postnikov.
En 1898-1899, il participe à la l'éradication de la famine à Oufa dans la région de Sterlitamak. Il publie un essai à ce sujet en 1900.

### Carrière en Italie

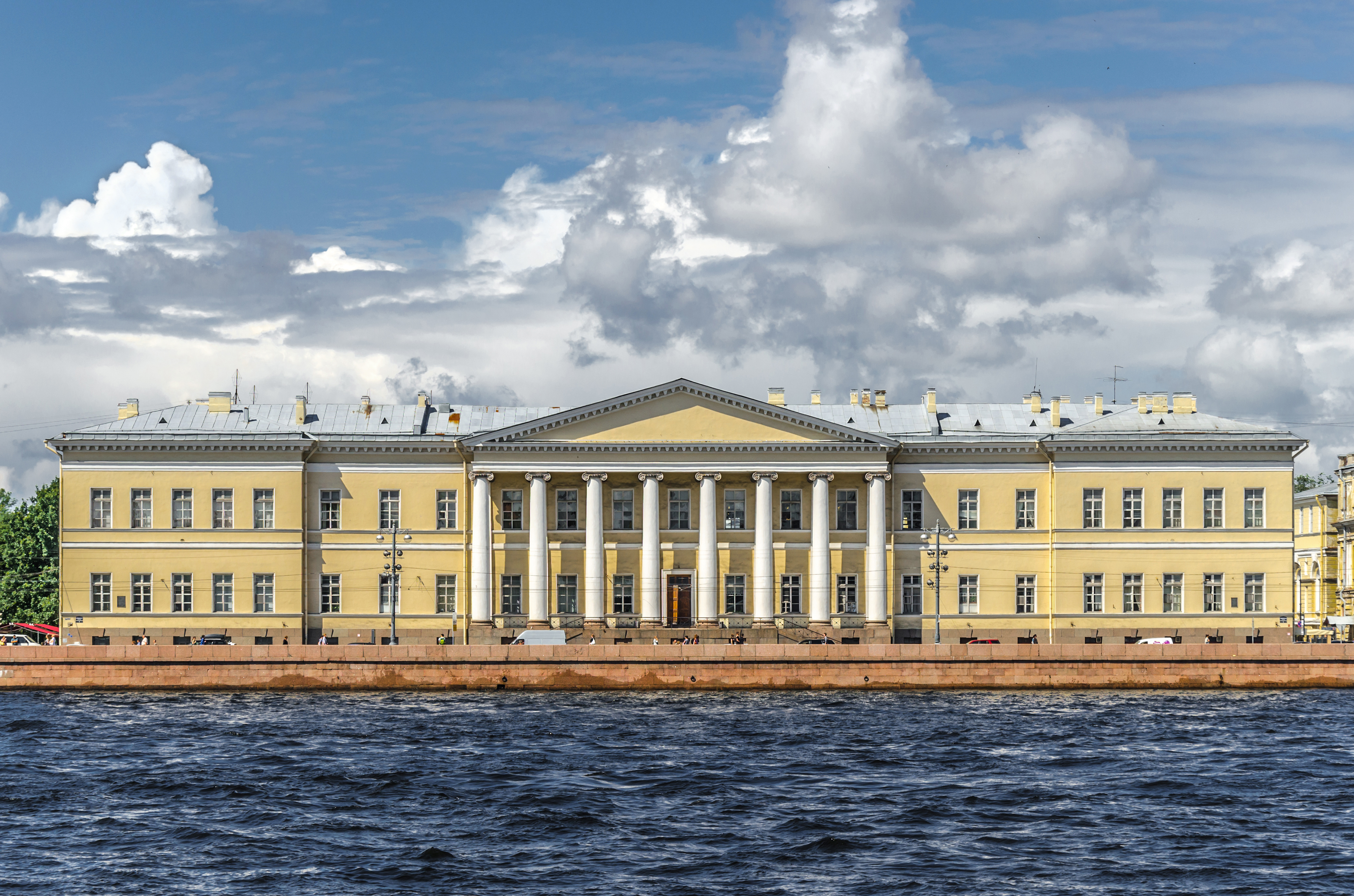
Bâtiment de l'Académie impériale des sciences, aujourd'hui filiale pétersbourgeoise de l'Académie des sciences de Russie.

En novembre 1903, il est nommé correspondant scientifique de l'Académie des sciences de Russie à Rome aux Archives du Vatican, pour une durée de 5 ans. Après une audience auprès du pape Pie X en 1904, Schmurlo est autorisé à travailler aux archives de la congrégation de la propagande de la foi (De propaganda fide). Il compilera les résultats de ses recherches dans un livre qui paraîtra à Prague en 1928.
À la demande de l'Académie des sciences, il prépare également deux recueils de documents consacré aux relations entre l'Italie et la Russie. Durant ses recherches à Rome, il réunit pour l'Académie des sciences une énorme bibliothèque (plus de 2000 documents et 6000 livres).
En 1911, Schmurlo est nommé membre-correspondant de l'Académie des sciences de Russie pour les sciences historiques et politiques. Il est également membre des sociétés russes de géographie, d'archéologie, de la société historique de l'université de Saint-Pétersbourg et membre des commissions scientifiques des archives de Riazan, Voronej, Vitebsk, Vladimir et Simferopol.

### Émigration à Prague
Après la révolution de 1917, Schmurlo s'engage dans les réseaux russes de l'émigration. Il organise en 1921, à Rome, un groupe académique russe en Italie. En 1924, après avoir obtenu une bourse du gouvernement tchécoslovaque, il émigre à Prague, où vit alors une importante communauté de scientifiques russes. Il mène à Prague une intense activité scientifique, pédagogique et sociale. 

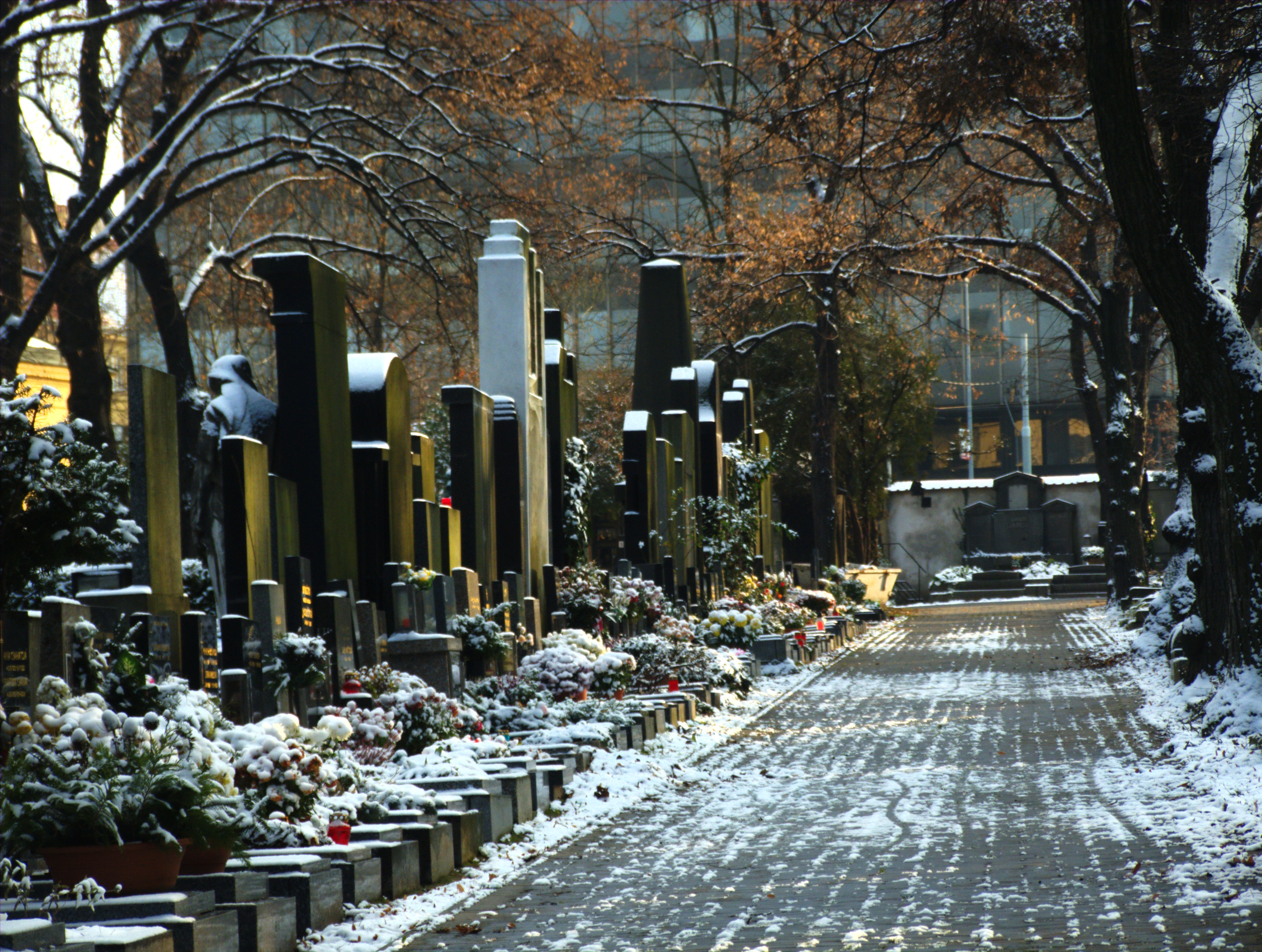
Le cimetière Olshansky, à Prague.

Il entre au conseil scientifique des Archives historiques russes à l'étranger, devient historien au conseil académique du département de philologie russe, membre du Groupe académique russe en Tchécoslovaquie, membre d'honneur de l'Institut slave de Prague. Jusqu'en 1931, il est également président de la Société historique russe, sous la responsabilité de l'Union des organisations académiques russes à l'étranger dont il a été l'initiateur.
D'illustres historiens, parmi lesquels A. A. Kizevetter, B. A. Miakotine, G. V. Vernadskij, Pavel Struve et d'autres, font partie de cette société. Sous sa présidence, Shmurlo fait plus de 20 communications lors des réunions de la Société, dont certaines sont publiées dans le journal Mémoires de la SHR.
Evguéni Schmurlo décède à Prague le 7 avril 1934. Il est inhumé au cimetière Olshansky, laissant derrière lui plus de 200 articles scientifiques et monographies, et nombreuses publications de documents reflétant l'histoire de la Russie sous ses différents aspects.
La bibliothèque de Schmurlo fait aujourd'hui partie de la Bibliothèque slave de Prague au sein de la Bibliothèque nationale de la République tchèque et comprend environ 6000 ouvrages. La Bibliothèque municipale de Toulouse possède également, au sein de son fonds russe, une centaine d'ouvrages de Schmurlo, souvent annotés de sa main.

## Publications
- P. V. Postnikov : quelques éléments de biographie. Iouriev, 1894.
- Recueil de documents concernant l'histoire du règne de Pierre le Grand. Iouriev, 1903.
- La Russie et l'Italie. Saint-Pétersbourg, 1907-1915.
- Pierre le Grand jugé par ses contemporains et postérité. 1912
- Histoire de la Russie, 862-1917. Münich, 1922.
- Introduction à l'histoire de la Russie. Prague : Orbis, 1924.
- La Curie romaine dans l'Orient orthodoxe russe, 1609-1654. Prague : Orbis, 1928.
- Voltaire et son livre "Histoire de la Russie sous Pierre le Grand". Prague : Orbis, 1929.
- Cours d'histoire de la Russie. Prague : Orbis, 1931-1935.